# Уилям Мъни
Уилям Мъни (в оригинал: William Munny)едно от главните действащи лица във филма от САЩ „Непростимо“ (The Unforgiven), описан там като „известен крадец и убиец, човек, прословут със злия си и невъздържан нрав“. Ролята се изпълнява от Клинт Истууд, който е и режисьор на продукцията.
Уил Мъни е бивш наемен убиец, който, по собствените му думи, е „излекуван“ от съпругата си, за да изостави предишното си поприще. В началото на действието във филма, през 1881 г., той е вече вдовец, който живее с двете си деца (момче и момиче) в малка ферма в Канзас. Видимо застарял и отвикнал от язденето и стрелбата, Мъни изпитва угризения за миналото си. Лошата му слава води при него Скофилд Хлапето – млад наемник, който търси опитен съдружник, за да убият двама каубои в Уайоминг. След известни колебания Мъни се съгласява да помогне на Хлапето, при условие че разделят паричната награда с приятеля на Уил, Нед Логан. Премеждията на тримата са предмет на една от основните сюжетни линии във филма, който печели награда „Оскар“ през 1992 г. За изпълнението си като Уилям Мъни Клинт Истууд е номиниран през същата година от американската филмова академия за отличието „най-добър актьор“, но вместо него е предпочетен Ал Пачино.